# Hans Wysling
Hans Emil Wysling (* 20. Juni 1926 in Zürich; † 13. Dezember 1995 in Uetikon am See) war ein schweizerischer germanistischer Literaturwissenschaftler und Thomas-Mann-Forscher.

## Leben und Wirken
Wysling studierte von 1945 bis 1951 Germanistik und Anglistik an der Universität Zürich. Er promovierte 1952 bei Emil Staiger mit einer vergleichenden Studie zu Stifter und Gotthelf. Von 1952 bis 1971 unterrichtete er als Gymnasiallehrer am Realgymnasium Zürichberg. 1968 habilitierte er sich mit Studien zu Thomas Mann an der ETH Zürich. Von 1971 bis 1991 war er Professor für Neuere Deutsche Literatur an der Universität Zürich. Bis 1977 war er Assistenzprofessor, danach ausserordentlicher und ab 1984 ordentlicher Professor.
Nebenamtlich leitete er von 1962 bis 1993 das Thomas-Mann-Archiv der ETH Zürich. Von 1983 bis 1991 war er zudem Präsident der Gottfried Keller-Gesellschaft Zürich und von 1983 bis 1989 Zunftmeister der Zunft zur Schiffleuten. In der Schweizer Armee bekleidete er den Rang eines Oberst.
Wysling hat insbesondere zu Thomas Mann geforscht. Helmut Koopmann bezeichnete 2014 Wyslings 1982 erschienene Studie Narzißmus und illusionäre Existenzform zum Roman Felix Krull als «das beste Buch, das das vergangene saeculum zu Thomas Mann hervorgebracht hat».

## Auszeichnungen
- 1991 Schillerpreis der Zürcher Kantonalbank
- 1993 Thomas-Mann-Preis der Hansestadt Lübeck
- 1993 Wahl zum korrespondierenden Mitglied der British Academy[3]
- 1995 Ehrendoktor der Universität Augsburg

## Veröffentlichungen (Auswahl)
- Stifter und Gotthelf. Ein Vergleich ihrer Darstellungsweise. Juris, Zürich 1953. (Dissertation)
- (mit Paul Scherrer:) Quellenkritische Studien zum Werk Thomas Manns (= Thomas-Mann-Studien, Band 1). Francke, Bern 1967.
- Zur Situation des Schriftstellers in der Gegenwart. Francke, Bern 1974, ISBN 978-3-7720-1081-1.
- Dokumente und Untersuchungen. Beiträge zur Thomas-Mann-Forschung (= Thomas-Mann-Studien, Band 3). Francke, Bern 1974, ISBN 978-3-7720-1095-8.
- Thomas Mann heute. 7 Vorträge. Francke, Bern 1976, ISBN 978-3-7720-1310-2.
- Narzißmus und illusionäre Existenzform. Zu den Bekenntnissen des Hochstaplers Felix Krull (= Thomas-Mann-Studien, Band 5). Francke, Bern 1982. 2. Auflage: Klostermann, Frankfurt am Main 1995, ISBN 978-3-465-02681-5.
- Ausgewählte Aufsätze 1963–1995 (= Thomas-Mann-Studien, Band 13). Hrsg. von Thomas Sprecher und Cornelia Bernini. Klostermann, Frankfurt am Main 1996, ISBN  978-3-465-02859-8.
- Streifzüge. Literatur aus der deutschen Schweiz 1945–1991. Hrsg. und eingeleitet von Hans-Rudolf Schärer und Jean-Pierre Bünter. Schulthess, Zürich 1996, ISBN 978-3-7255-3546-0.